# Ectopsocus maindroni
Ectopsocus maindroni är en insektsart som beskrevs av André Badonnel 1935. Ectopsocus maindroni ingår i släktet Ectopsocus och familjen rektangelstövsländor. Inga underarter finns listade i Catalogue of Life.